# Giải Oscar cho kịch bản chuyển thể xuất sắc nhất
Giải Oscar cho kịch bản chuyển thể xuất sắc nhất (tiếng Anh: Academy Award for Best Adapted Screenplay) là một hạng mục của giải Oscar, giải thưởng điện ảnh uy tín nhất tại Hoa Kỳ. Giải được trao hàng năm cho nhà biên kịch của một kịch bản chuyển thể từ một nguồn khác (thường là từ một tiểu thuyết, vở kịch, truyện ngắn hoặc phim truyền hình nhưng đôi khi cũng chuyển thể từ một bộ phim khác). Theo tiêu chuẩn này thì mọi phần tiếp theo (sequel) đều được tự động coi như sự chuyển thể (vì phần tiếp theo phải dựa trên đầu truyện). Bên cạnh đó còn có một hạng mục tương tự là giải Oscar cho kịch bản gốc xuất sắc nhất dành cho những kịch bản không dựa trên bất cứ ấn phẩm đã xuất bản nào.

## Danh sách cụ thể

### Thập niên 2000
| Năm       | Tác phẩm                          | Tác giả | Nguồn chuyển thể                                                                         | Chú thích |
| --------- | --------------------------------- | --- | ---------------------------------------------------------------------------------------- | --------- |
| 2006 (79) | Điệp vụ Boston                    | William Monahan | Bộ phim Vô gian đạo Trang Văn Cường & Mạch Triệu Huy viết kịch bản                       | [ 1 ]     |
| 2006 (79) | Borat                             | Sacha Baron Cohen, Peter Baynham & Anthony Hines (cốt truyện/kịch bản); Dan Mazer (kịch bản); Todd Phillips (cốt truyện) | Nhân vật Borat Sagdiyev từ chương trình truyền hình Da Ali G Show của Baron Cohen        | [ 1 ]     |
| 2006 (79) | Children of Men                   | David Arata, Alfonso Cuarón, Mark Fergus, Hawk Ostby & Timothy J. Sexton                                                 | Tiểu thuyết của P. D. James                                                              | [ 1 ]     |
| 2006 (79) | Little Children                   | Todd Field & Tom Perrotta                                                                                                | Tiểu thuyết của Perrotta                                                                 | [ 1 ]     |
| 2006 (79) | Notes on a Scandal                | Patrick Marber | Tiểu thuyết của Zoë Heller                                                               | [ 1 ]     |
| 2007 (80) | Không chốn dung thân              | Anh em nhà Coen | Tiểu thuyết của Cormac McCarthy                                                          | [ 2 ]     |
| 2007 (80) | Chuộc lỗi                         | Christopher Hampton | Tiểu thuyết của Ian McEwan                                                               | [ 2 ]     |
| 2007 (80) | Away from Her                     | Sarah Polley | Truyện ngắn "The Bear Went Over the Mountain" của Alice Munro                            | [ 2 ]     |
| 2007 (80) | The Diving Bell and the Butterfly | Ronald Harwood | Cuốn sách của Jean-Dominique Bauby                                                       | [ 2 ]     |
| 2007 (80) | There Will Be Blood               | Paul Thomas Anderson | Tiểu thuyết Oil! của Upton Sinclair                                                      | [ 2 ]     |
| 2008 (81) | Triệu phú ổ chuột                 | Simon Beaufoy | Tiểu thuyết Q & A của Vikas Swarup                                                       | [ 3 ]     |
| 2008 (81) | Dị nhân Benjamin                  | Eric Roth (cốt truyện/kịch bản) & Robin Swicord (cốt truyện)                                                             | Truyện ngắn của F. Scott Fitzgerald                                                      | [ 3 ]     |
| 2008 (81) | Doubt                             | John Patrick Shanley | Vở kịch Doubt: A Parable của Shanley                                                     | [ 3 ]     |
| 2008 (81) | Frost/Nixon                       | Peter Morgan | Vở kịch của Morgan                                                                       | [ 3 ]     |
| 2008 (81) | The Reader                        | David Hare | Tiểu thuyết của Bernhard Schlink                                                         | [ 3 ]     |
| 2009 (82) | Precious                          | Geoffrey S. Fletcher | Tiểu thuyết Push của Sapphire                                                            | [ 4 ]     |
| 2009 (82) | Khu vực 9                         | Neill Blomkamp & Terri Tatchell                                                                                          | Phim ngắn của Alive in Joburg do Blomkamp viết kịch bản                                  | [ 4 ]     |
| 2009 (82) | An Education                      | Nick Hornby | Cuốn sách của Lynn Barber                                                                | [ 4 ]     |
| 2009 (82) | In the Loop                       | Jesse Armstrong, Simon Blackwell, Armando Iannucci & Tony Roche                                                          | Nhân vật Malcolm Tucker từ chương trình truyền hình The Thick of It do Iannucci sáng tạo | [ 4 ]     |
| 2009 (82) | Up in the Air                     | Jason Reitman & Sheldon Turner                                                                                           | Tiểu thuyết của Walter Kirn                                                              | [ 4 ]     |

### Thập niên 2010

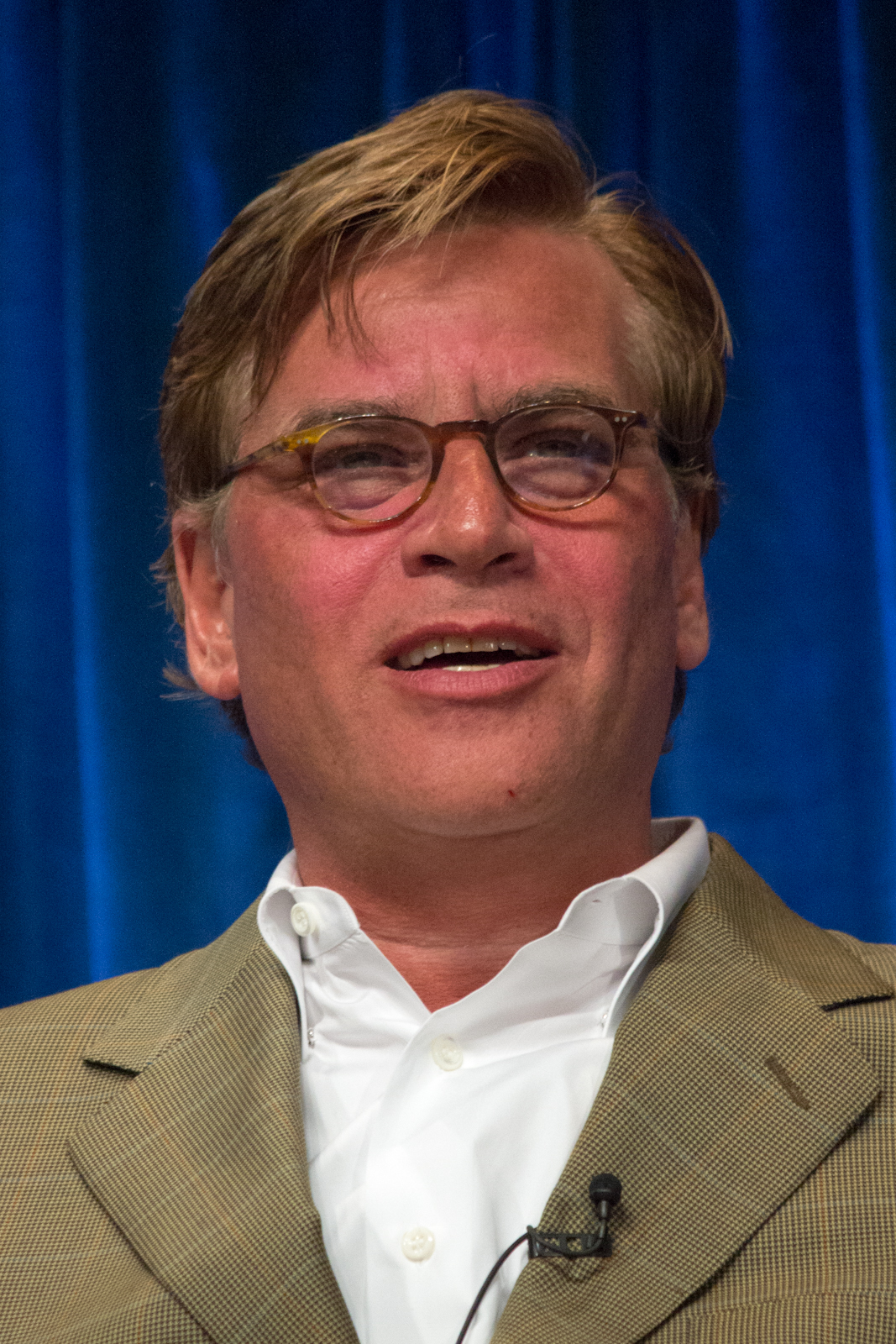
Aaron Sorkin, chủ nhân giải thưởng năm 2010.

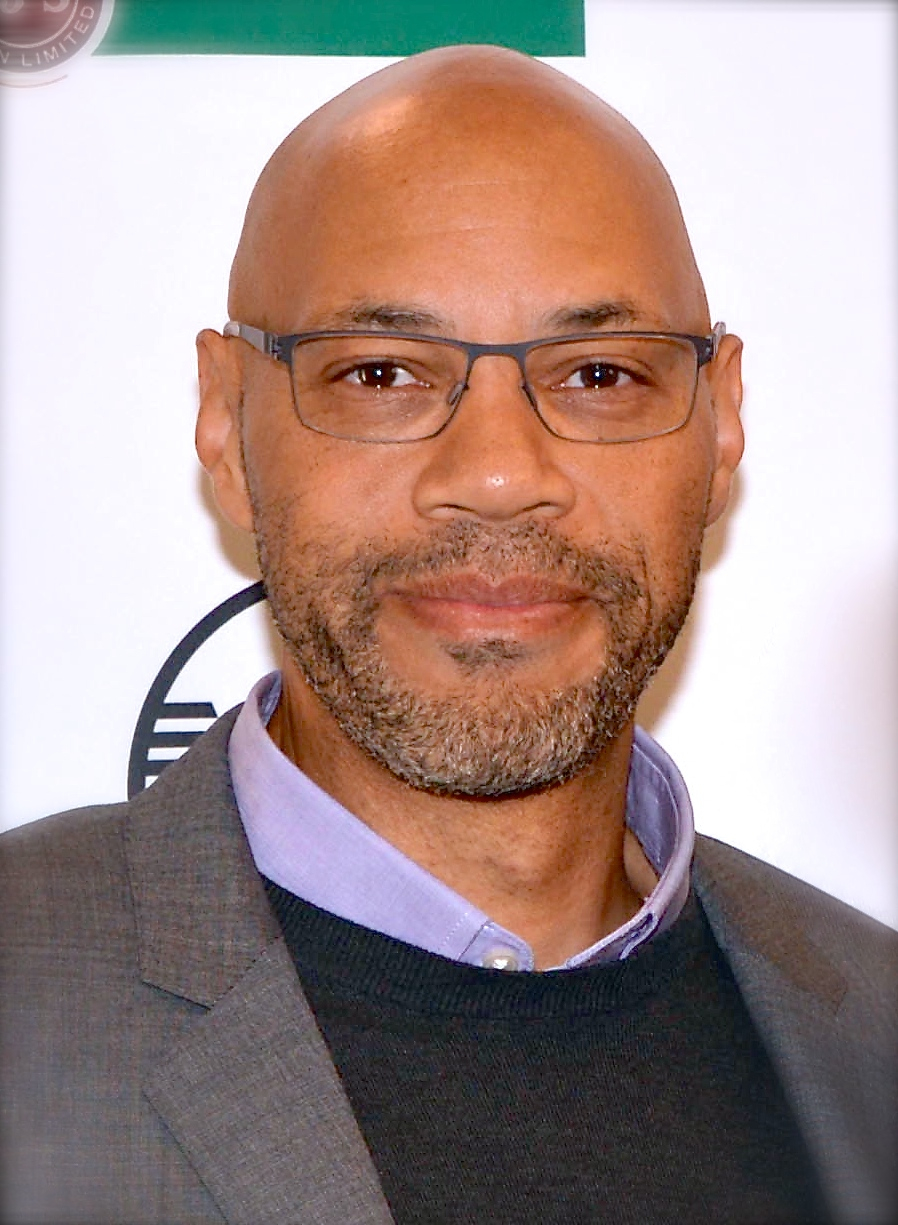
John Ridley giành giải năm 2013 với 12 năm nô lệ - bộ phim đồng đoạt giải Phim hay nhất.

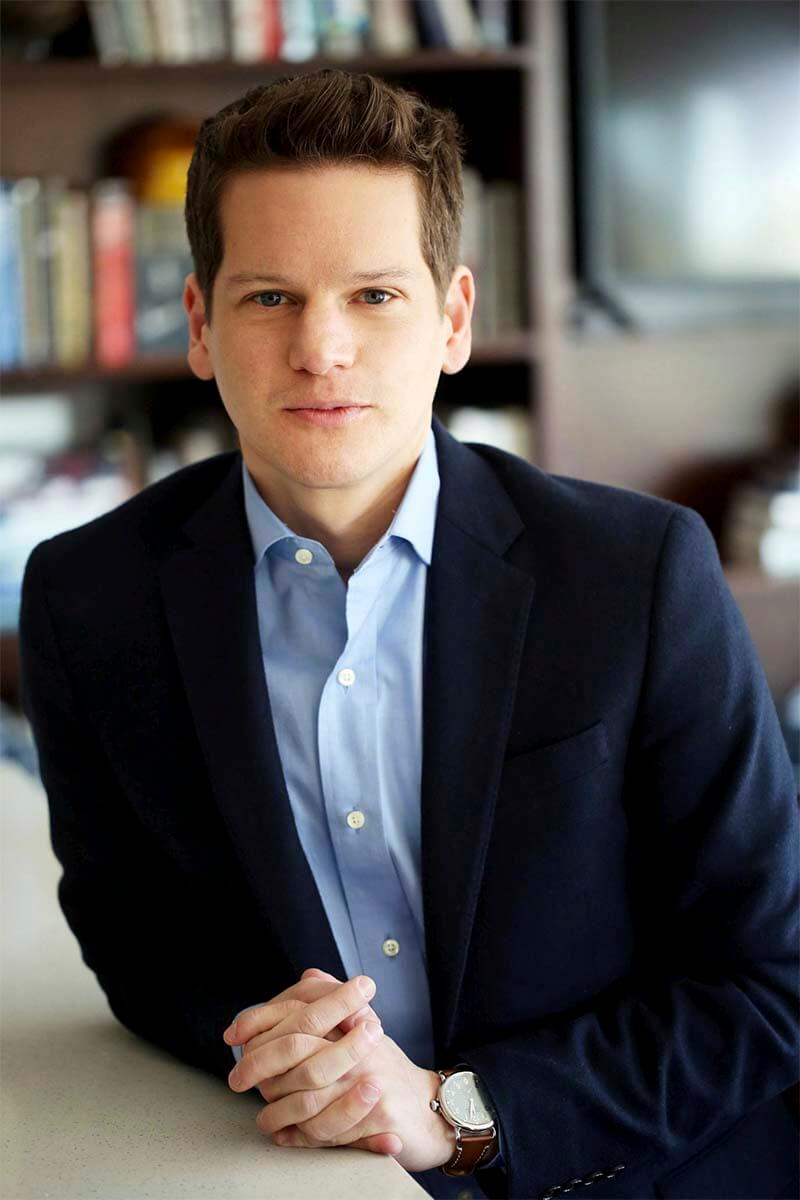
Graham Moore đoạt giải năm 2014 với The Imitation Game.

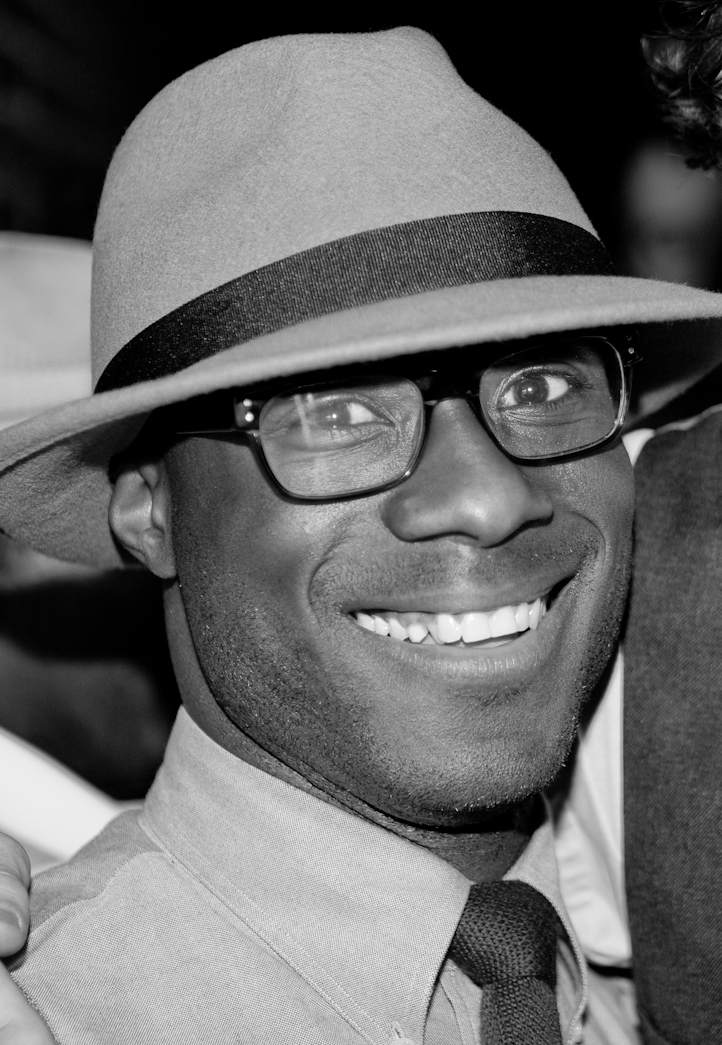
Barry Jenkins thắng giải cho Moonlight – bộ phim cũng đoạt giải Phim hay nhất năm đó.

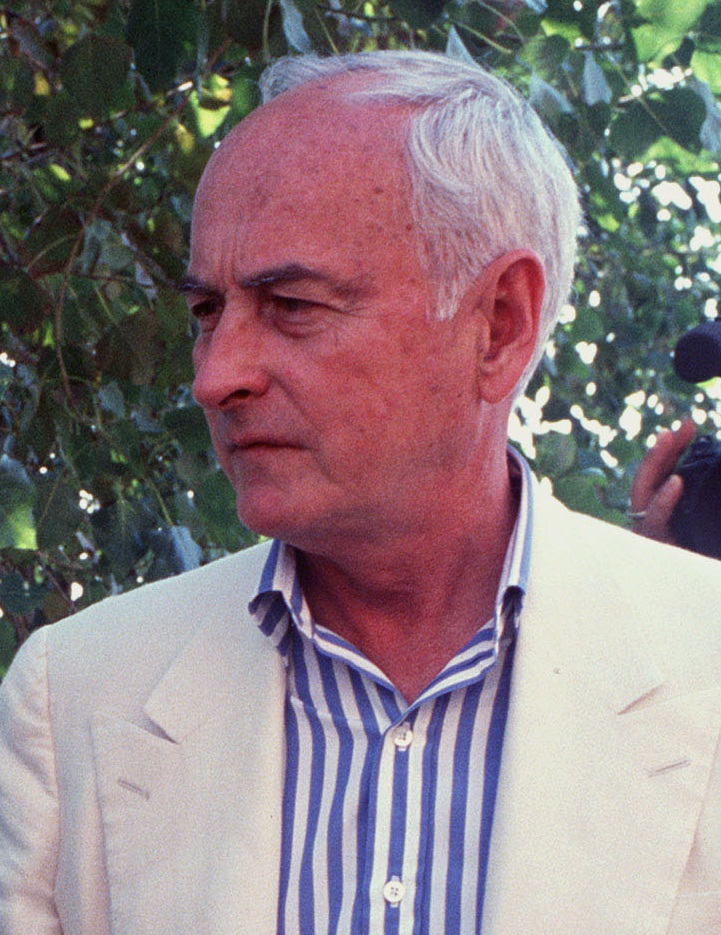
James Ivory, chủ nhân giải thưởng với Call Me by Your Name. Ông cũng là người đề cử và thắng cử lớn tuổi nhất của hạng mục này.

| Năm       | Tác phẩm                   | Tác giả                                                                            | Nguồn chuyển thể | Chú thích |
| --------- | -------------------------- | ---------------------------------------------------------------------------------- | --- | --------- |
| 2010 (83) | The Social Network         | Aaron Sorkin                                                                       | Cuốn sách The Accidental Billionaires của Ben Mezrich                                                                                            | [ 5 ]     |
| 2010 (83) | 127 giờ                    | Simon Beaufoy & Danny Boyle                                                        | Cuốn sách Between a Rock and a Hard Place của Aron Ralston                                                                                       | [ 5 ]     |
| 2010 (83) | Câu chuyện đồ chơi 3       | Michael Arndt (kịch bản); John Lasseter, Andrew Stanton & Lee Unkrich (cốt truyện) | Những nhân vật từ bộ phim Câu chuyện đồ chơi của Pete Docter, Lasseter, Stanton và nhiều tác giả khác.                                           | [ 5 ]     |
| 2010 (83) | Báo thù                    | Anh em nhà Coen                                                                    | Tiểu thuyết của Charles Portis | [ 5 ]     |
| 2010 (83) | Xương trắng                | Debra Granik & Anne Rosellini                                                      | Tiểu thuyết của Daniel Woodrell | [ 5 ]     |
| 2011 (84) | Tình thân                  | Nat Faxon, Alexander Payne & Jim Rash                                              | Tiểu thuyết của Kaui Hart Hemmings | [ 6 ]     |
| 2011 (84) | Hugo                       | John Logan                                                                         | Tiểu thuyết The Invention of Hugo Cabret của Brian Selznick                                                                                      | [ 6 ]     |
| 2011 (84) | The Ides of March          | George Clooney, Grant Heslov & Beau Willimon                                       | Vở kịch Farragut North của Willimon | [ 6 ]     |
| 2011 (84) | Moneyball                  | Aaron Sorkin & Steven Zaillian (kịch bản); Stan Chervin (cốt truyện)               | Cuốn sách của Michael Lewis | [ 6 ]     |
| 2011 (84) | Tinker Tailor Soldier Spy  | Bridget O'Connor (s.k.c) & Peter Straughan                                         | Tiểu thuyết của John le Carré | [ 6 ]     |
| 2012 (85) | Argo                       | Chris Terrio                                                                       | Cuốn sách The Master of Disguise của Tony Mendez & bài viết The Great Escape của Joshuah Bearman                                                 | [ 7 ]     |
| 2012 (85) | Quái vật miền Nam hoang dã | Lucy Alibar & Benh Zeitlin                                                         | Vở kịch Juicy and Delicious của Alibar | [ 7 ]     |
| 2012 (85) | Cuộc đời của Pi            | David Magee                                                                        | Tiểu thuyết của Yann Martel | [ 7 ]     |
| 2012 (85) | Lincoln                    | Tony Kushner                                                                       | Cuốn sách Team of Rivals của Doris Kearns Goodwin                                                                                                | [ 7 ]     |
| 2012 (85) | Tình yêu tìm lại           | David O. Russell                                                                   | Tiểu thuyết của Matthew Quick | [ 7 ]     |
| 2013 (86) | 12 năm nô lệ               | John Ridley                                                                        | Hồi ký của Solomon Northup | [ 8 ]     |
| 2013 (86) | Before Midnight            | Julie Delpy, Richard Linklater & Ethan Hawke                                       | Những nhân vật từ bộ phim Before Sunrise do Kim Krizan & Linklater sáng tạo                                                                      | [ 8 ]     |
| 2013 (86) | Captain Phillips           | Billy Ray                                                                          | Cuốn sách A Captain's Duty của Richard Phillips & Stephan Talty                                                                                  | [ 8 ]     |
| 2013 (86) | Philomena                  | Steve Coogan & Jeff Pope                                                           | Cuốn sách The Lost Child of Philomena Lee của Martin Sixsmith                                                                                    | [ 8 ]     |
| 2013 (86) | The Wolf of Wall Street    | Terence Winter                                                                     | Hồi ký của Jordan Belfort | [ 8 ]     |
| 2014 (87) | The Imitation Game         | Graham Moore                                                                       | Cuốn sách Alan Turing: The Enigma của Andrew Hodges                                                                                              | [ 9 ]     |
| 2014 (87) | American Sniper            | Jason Hall                                                                         | Cuốn tiểu sử American Sniper: The Autobiography of the Most Lethal Sniper in Hoa Kỳ Military History của Jim DeFelice, Chris Kyle & Scott McEwan | [ 9 ]     |
| 2014 (87) | Inherent Vice              | Paul Thomas Anderson                                                               | Tiểu thuyết của Thomas Pynchon | [ 9 ]     |
| 2014 (87) | Thuyết yêu thương          | Anthony McCarten                                                                   | Cuốn sách Travelling to Infinity: My Life with Stephen Hawking của Jane Hawking                                                                  | [ 9 ]     |
| 2014 (87) | Whiplash                   | Damien Chazelle                                                                    | Phim ngắn do Chazelle viết kịch bản | [ 9 ]     |
| 2015 (88) | The Big Short              | Adam McKay & Charles Randolph                                                      | Cuốn sách của Michael Lewis | [ 10 ]    |
| 2015 (88) | Brooklyn                   | Nick Hornby                                                                        | Tiểu thuyết của Colm Tóibín | [ 10 ]    |
| 2015 (88) | Carol                      | Phyllis Nagy                                                                       | Tiểu thuyết The Price of Salt của Patricia Highsmith                                                                                             | [ 10 ]    |
| 2015 (88) | Người về từ Sao Hỏa        | Drew Goddard                                                                       | Tiểu thuyết của Andy Weir | [ 10 ]    |
| 2015 (88) | Room                       | Emma Donoghue                                                                      | Tiểu thuyết của Donoghue | [ 10 ]    |
| 2016 (89) | Moonlight                  | Barry Jenkins (kịch bản) & Tarell Alvin McCraney (cốt truyện)                      | Vở kịch In Moonlight Black Boys Look Blue của McCraney                                                                                           | [ 11 ]    |
| 2016 (89) | Cuộc đổ bộ bí ẩn           | Eric Heisserer                                                                     | Truyện ngắn Story of Your Life của Ted Chiang | [ 11 ]    |
| 2016 (89) | Fences                     | August Wilson (s.k.c)                                                              | Vở kịch của Wilson | [ 11 ]    |
| 2016 (89) | Hidden Figures             | Theodore Melfi & Allison Schroeder                                                 | Cuốn sách của Margot Lee Shetterly | [ 11 ]    |
| 2016 (89) | Lion                       | Luke Davies                                                                        | Hồi ký A Long Way Home của Saroo Brierley & Larry Buttrose                                                                                       | [ 11 ]    |
| 2017 (90) | Call Me by Your Name       | James Ivory                                                                        | Tiểu thuyết André Aciman | [ 12 ]    |
| 2017 (90) | The Disaster Artist        | Scott Neustadter & Michael H. Weber                                                | Cuốn sách của Greg Sestero & Tom Bissell | [ 12 ]    |
| 2017 (90) | Logan: Người sói           | Scott Frank, Michael Green & James Mangold (kịch bản/cốt truyện)                   | Những nhân vật từ truyện tranh về Wolverine do Len Wein và John Romita Sr. sáng tạo                                                              | [ 12 ]    |
| 2017 (90) | Molly's Game               | Aaron Sorkin                                                                       | Hồi ký của Molly Bloom | [ 12 ]    |
| 2017 (90) | Mudbound                   | Dee Rees & Virgil Williams                                                         | Tiểu thuyết của Hillary Jordan | [ 12 ]    |

## Kỷ lục về tuổi
| Kỷ lục                 | Tác giả         | Tác phẩm             | Số tuổi | Chú thích |
| ---------------------- | --------------- | -------------------- | ------- | --------- |
| Thắng cử lớn tuổi nhất | James Ivory     | Call Me by Your Name | 89      |           |
| Đề cử lớn tuổi nhất    | James Ivory     | Call Me by Your Name | 89      | [ 13 ]    |
| Thắng cử trẻ nhất      | Ernest Thompson | On Golden Pond       | 32      |           |
| Đề cử trẻ tuổi nhất    |                 |                      |         |           |